# 洗马林镇
洗马林镇，是中华人民共和国河北省张家口万全区下辖的一个乡镇级行政单位。

## 行政区划
洗马林镇下辖以下地区：
洗马林社区、洗马林村、沙地房村、太平湾村、胡拉沟村、辛窑子村、堰家沟村、黄土良村、榆林沟村、南窑村、西沟村、半打沟村、牛儿湾村、醋柳坪村、杀虎沟村、庙儿沟村、冰河村、瓦窑村、西柳林村、西洞村和小沙沟村。